# Claudio Soro
Claudio Soro (Gorizia, 12 ottobre 1955 – Gorizia, 29 dicembre 2023) è stato un cestista italiano.

## Carriera
Giocò in Serie A1 e Serie A2 a Gorizia (1975-1979) e con il Basket Mestre (1979-1980), e nel 1980-1981 e 1983-1984 in A2 con la Reyer Venezia.
Nella sua carriera disputò 3 stagioni in Serie A1 (due a Gorizia, una a Mestre). Era uno dei pochi giocatori ad aver indossato sia la maglia del Basket Mestre, sia quella della Reyer Venezia.